# يو إف سي 53
يو إف سي 53: الضاربون الثقيلون (بالإنجليزية: UFC 53: Heavy Hitters)‏ هو حدث لفنون القتال المختلطة نظمته يو إف سي، أُقيم في 4 يونيو 2005، على قاعة بوردووك في أتلانتيك سيتي، نيوجيرسي، الولايات المتحدة.